# Gunnar Bragi Sveinsson
Gunnar Bragi Sveinsson, född den 9 juni 1968, är en isländsk politiker som sitter i Alltinget för Progressiva partiet och som sedan den 23 maj 2013 är landets utrikesminister. 2009-2013 var han ordförande för Progressiva partiets parlamentsgrupp.